# یوآنا یابوچنسکا
یوآنا یابوچنسکا (لهستانی: Joanna Jabłczyńska؛ زادهٔ ۹ دسامبر ۱۹۸۵) بازیگر، صداپیشه و خواننده اهل لهستان است.
از فیلم‌ها یا مجموعه‌های تلویزیونی که وی در آن‌ها نقش داشته‌است، می‌توان به قضاوت درباره فراچیشکا کووسا و در خیابان سپولنی اشاره نمود.